# كارمن ليليا كريستوبال
كارمن ليليا كريستوبال مواليد 1932 (بالإنجليزية: Carmen Lelia Cristóbal)‏ هي عالمة نبات أرجنتينية.